# Saint-Jean-d'Angély
Saint-Jean-d'Angély és un municipi francès, situat al departament del Charente Marítim i a la regió de la Nova Aquitània.